# Honor (etyka)
Treść tego artykułu od 2017-10 może nie być zgodna z zasadami neutralnego punktu widzenia.
Dokładniejsze informacje o tym, co należy poprawić, być może znajdują się w dyskusji tego artykułu.
 Po wyeliminowaniu niedoskonałości należy usunąć szablon {{Dopracować}} z tego artykułu.

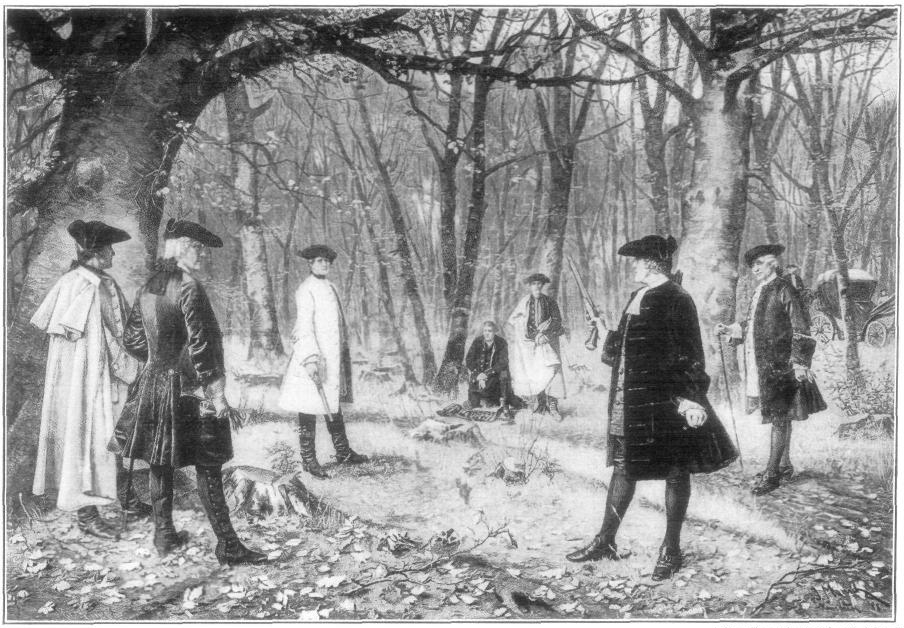
Pojedynek 11 lipca 1804 roku

Honor (łac. honor – cześć) – pojęcie dotyczące moralności i obyczajowości. Występuje w skali jednostkowej i społecznej w określonym czasie i na określonym terytorium.

## Definicja
Honor to postawa, dla której charakterystyczne jest połączenie silnego poczucia własnej wartości z wiarą w wyznawane zasady moralne, religijne lub społeczne.
Naruszenie zasad honoru przez siebie lub innych odbierane bywa jako „dyshonor” lub „hańba”. W wielu społeczeństwach takie naruszenie pociąga za sobą natychmiastową, osobistą reakcję "zhańbionego" lub innego członka tej samej grupy. Takie podejście odróżnia honor od pojęcia godności osobistej – według niego godność nie wymaga zemsty, honor tak. Można też spotkać opinie, że godność traci się w ciężkich warunkach bytowych, zaś honor (jako dążenie do jej odzyskania) może się nawet wzmacniać.
Honoru nie wystarczy zadeklarować, podlega on udowodnieniu w sytuacji, która pozwala na weryfikację według norm moralnych danej społeczności.
Nie ma się więc honoru jako cechy immanentnej, istniejącej niejako z założenia, która podlegałaby późniejszemu potwierdzeniu (lub też utracie). To, czy ktoś jest honorowy, można stwierdzić dopiero na podstawie oceny jego zachowania (w sytuacji, w której dana osoba udowadnia czynem deklarowane przez nią wartości, zdając w pewnym sensie "praktyczny egzamin z honoru"). Równocześnie oznacza to, że pojęcie honoru jest subiektywne i silnie osadzone w kulturze i epoce.
Świadomość posiadania honoru jest również jednym z najważniejszych kryteriów samooceny jego dysponenta.
Pojęcie honoru można rozciągnąć na inne osoby, tak więc obrona czyjejś godności osobistej dowodzi wysokich standardów moralnych obrońcy.
Pojmowanie honoru może być rozmaite, a nawet sprzeczne przy porównywaniu postaw ludzi różnych kultur. Np. honorowym postępowaniem człowieka uczciwego jest nieposługiwanie się kradzieżą. Odwrotnie u złodzieja, który za punkt honoru może sobie postawić okradzenie każdego, kogo upatrzy sobie za ofiarę, niezależnie od trudności w realizacji postawionego zamierzenia.
Często za ludzi honorowych uważa się rycerzy i oficerów, a oszustów i lichwiarzy za niehonorowych, lecz jest to daleko posunięte uproszczenie. Natomiast prawie wszystkie środowiska za ludzi bez honoru uważają donosicieli, kłamców, ludzi złośliwych i podłych, a przytłaczająca większość hieny cmentarne.
Działanie zgodnie z honorem, czasem specyficznie pojmowanym, ma duże znaczenie w organizacjach i grupach niejawnych.
W polskiej historii i literaturze honor jest często łączony z patriotyzmem i bohaterstwem.

## Typowe zachowania
(w nawiasach określenia grup, niektóre uważane za obraźliwe)

### Uznawane za honorowe
- przyznanie się do błędu
- dotrzymanie słowa
- bronienie osób nękanych
- zwrot długu
- bezinteresowna pomoc w nagłych wypadkach (wolontariusze).
- obrona ojczyzny (patrioci)
- zemsta za doznane krzywdy
- zakończenie walki w przypadku przeciwnika konającego lub bezbronnego (według niektórych koncepcji honoru, zasada ta nie obowiązuje jeżeli walka jest zemstą)
- podtrzymywanie swoich racji (z zastrzeżeniem punktu pierwszego)
- obrona słabszych

### Uznawane za niehonorowe
- kłamanie w żywe oczy,
- niepomaganie kolegom w potrzebie,
- nastawianie ludzi przeciwko sobie nawzajem,
- kopanie leżącego,
- okradanie i oszukiwanie sierot, pogorzelców itp. (hieny cmentarne),
- zmiana poglądów w zależności od sytuacji (oportuniści i pochlebcy),
- czytanie cudzej korespondencji (bez zgody nadawcy lub adresata)
- nieuznanie przegranej w sporcie, wyborach lub losowaniu.
- znęcanie się nad młodszymi, słabszymi itp.

## Kultura honoru i kultura prawa
Z punktu widzenia antropologii społeczeństwa dzieli się na takie, w których dominuje kodeks honorowy i takie, w których dominuje kodeks prawny.
Pierwotna postać honoru została wypracowana przez ludzi żyjących w społeczeństwach, które nie miały sprawnego systemu prawnego, jak koczownicy (patrz: Pasztunwali) lub różnego rodzaju ludzie "pogranicza": kowboje, polska szlachta itp. Ze względu na brak organizacji zdolnych do formułowania i egzekwowania prawa, najbardziej racjonalnym zachowaniem jest właśnie przestrzeganie zasad honoru, czyli substytutu prawa.
Honor oznacza w tym przypadku błyskawiczną i zwykle silnie przesadzoną osobistą reakcję na czyn, który uważa się za zabroniony moralnie lub obyczajowo, przy czym to do osoby "honorowej" należy prawo wymierzenia kary. Rodzaj i wymiar kary regulowany jest przez obyczaj danej społeczności.
Prawdziwym celem tak rozumianego honoru jest obrona własna, mająca w zamyśle otoczyć osobę "honorową" rodzajem "miru", który na odległość zniechęca potencjalnych "złoczyńców" już bez konieczności stosowania przemocy.
W skrajnych, wynaturzonych postaciach tak rozumiany honor przeradza się w wielopokoleniową wendetę, w której dawne, niezałatwione sprawy "honorowe" są przekazywane z pokolenia na pokolenie i przeradzają się w nieskończoną spiralę przemocy.
Tego rodzaju, pierwotne rozumienie honoru, przekazywane z pokolenia na pokolenie, staje się w końcu, w społeczeństwach w których istnieje już sprawny aparat egzekwowania prawa, przeszkodą w dalszym rozwoju.
Skuteczne funkcjonowanie na coraz wyższych etapach rozwoju wymaga raczej zachowań opartych na kompromisie niż bezwzględnym egzekwowaniu swoich praw osobiście. Stąd badania proporcji zachowań "honorowych" do "kompromisowych" jest często w antropologii miarą tego jak zakorzeniła się w danym społeczeństwie kultura prawa.
Honor nie zawsze jest przeciwieństwem ugody. Honorem jest rezygnowanie z własnych celów w imię ugody.

## Honor wpolityce międzynarodowej
Honor – przeniesiony na skalę całego państwa przeradza się w coś, co się zwykle nazywa "dumą narodową".
Jest to kategoria wspólna dla całego narodu i w pozytywnym sensie służy budowaniu więzi grupowych i sprzyja wzmacnianiu zbiorowej tożsamości.
Urażona na arenie międzynarodowej duma narodowa bywa przyczyną sporów międzypaństwowych, kończących się często wojnami. Działa tu ten sam mechanizm co między dwiema "honorowymi" osobami – przy braku istnienia sprawnych instytucji egzekwowania prawa międzynarodowego – racjonalne wydaje się być egzekwowanie go na własną rękę i często w sposób nieadekwatny do poniesionych pierwotnych szkód.

## Symbolika

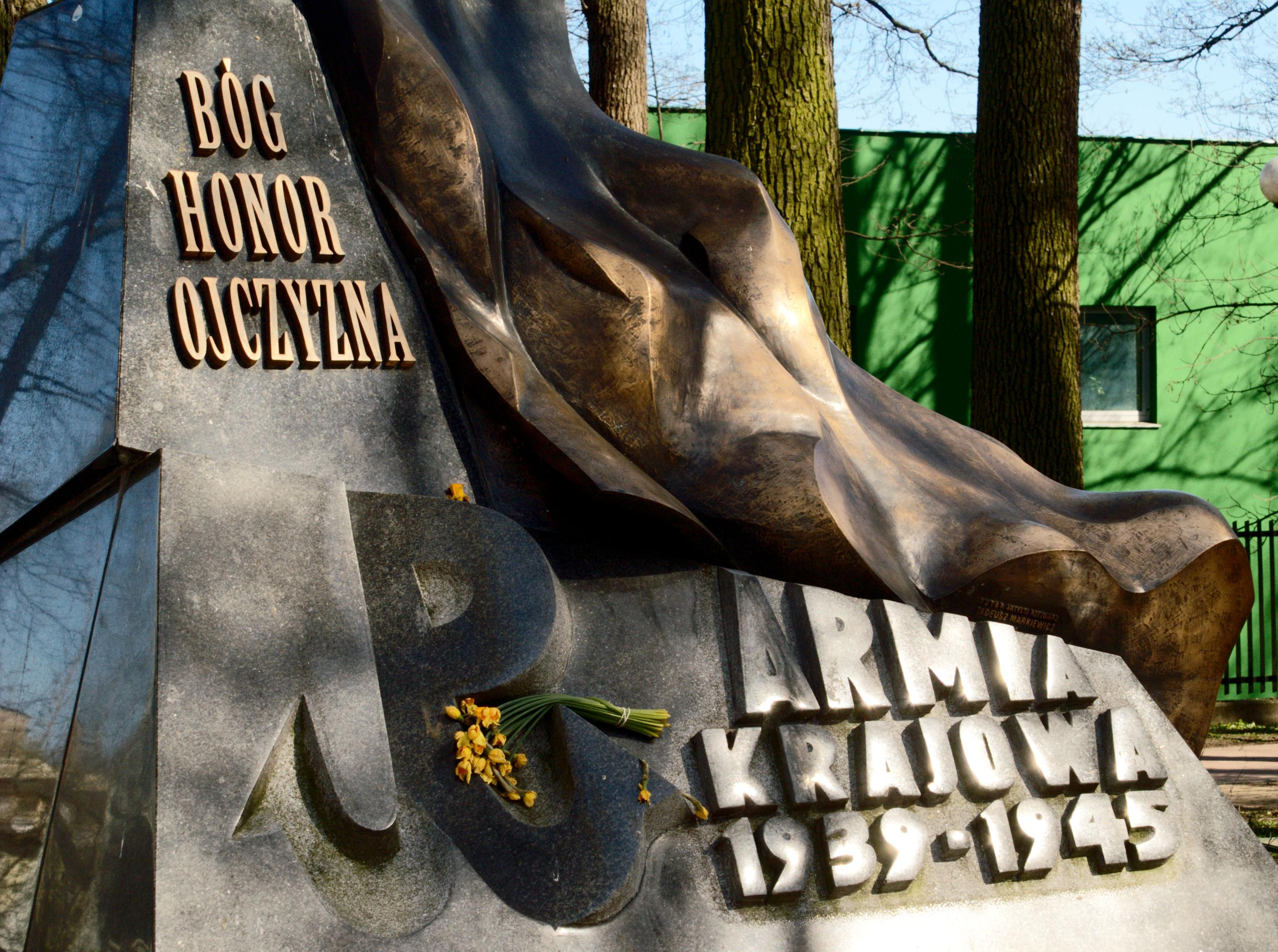
Napis na pomniku Armii Krajowej w Sopocie

Symbolem prawości i honoru w Polsce jest na przykład postać Zawiszy Czarnego, a ich przeciwieństwa Targowica.